# Ivan Nielsen
Ivan Nielsen, född 9 oktober 1956, är en dansk före detta professionell fotbollsspelare som tillbringade större delen av sin karriär i Holland där han bland annat spelade i PSV Eindhoven med vilka han vann Europacupen 1988. Som mittback var han uttagen i landslaget 51 gånger och representerade Danmark i VM 1986 och två EM-turneringar.

## Karriär
Född i Frederiksberg i Köpenhamn började Ivan Nielsen sin seniorkarriär med Fremad Amager 1975. Han debuterade sedan för det danska U21-landslaget i september 1977 där han spelade sex matcher och gjorde ett mål. 1979 flyttade han utomlands för att spela professionellt med Feyenoord Rotterdam i Eredivisie.

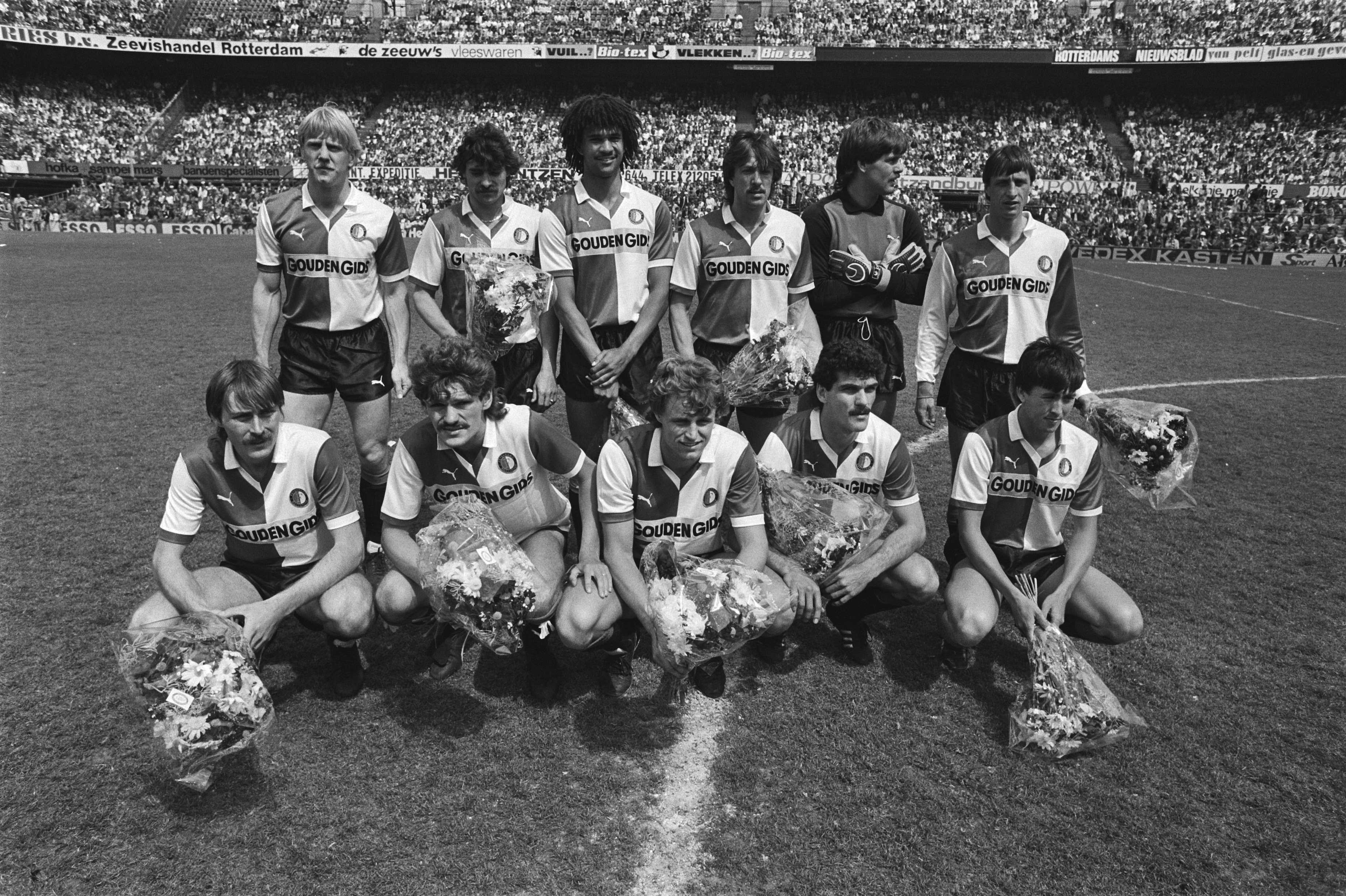
Ligamästare med Feyenoord 1984. Nielsen längst ner till vänster i avskedsmatchen för Johan Cruyff.

Med Feyenoord vann Nielsen 1980 holländska cupen och samma år i november gjorde han sin debut för det danska landslaget under förbundskaptenen Sepp Piontek. 1984 vann Feyenoord både ligan och cupen och Nielsen togs ut till det danska landslaget och 1984 års EM. Han spelade samtliga minuter i Danmarks fyra matcher i turneringen när laget till sist åkte ur i semifinalen. Nielsen var också med i VM 1986 där han spelade tre matcher när Danmark nådde åttondelsfinalen. Efter sju säsonger i Feyenoord lämnade han klubben 1986.

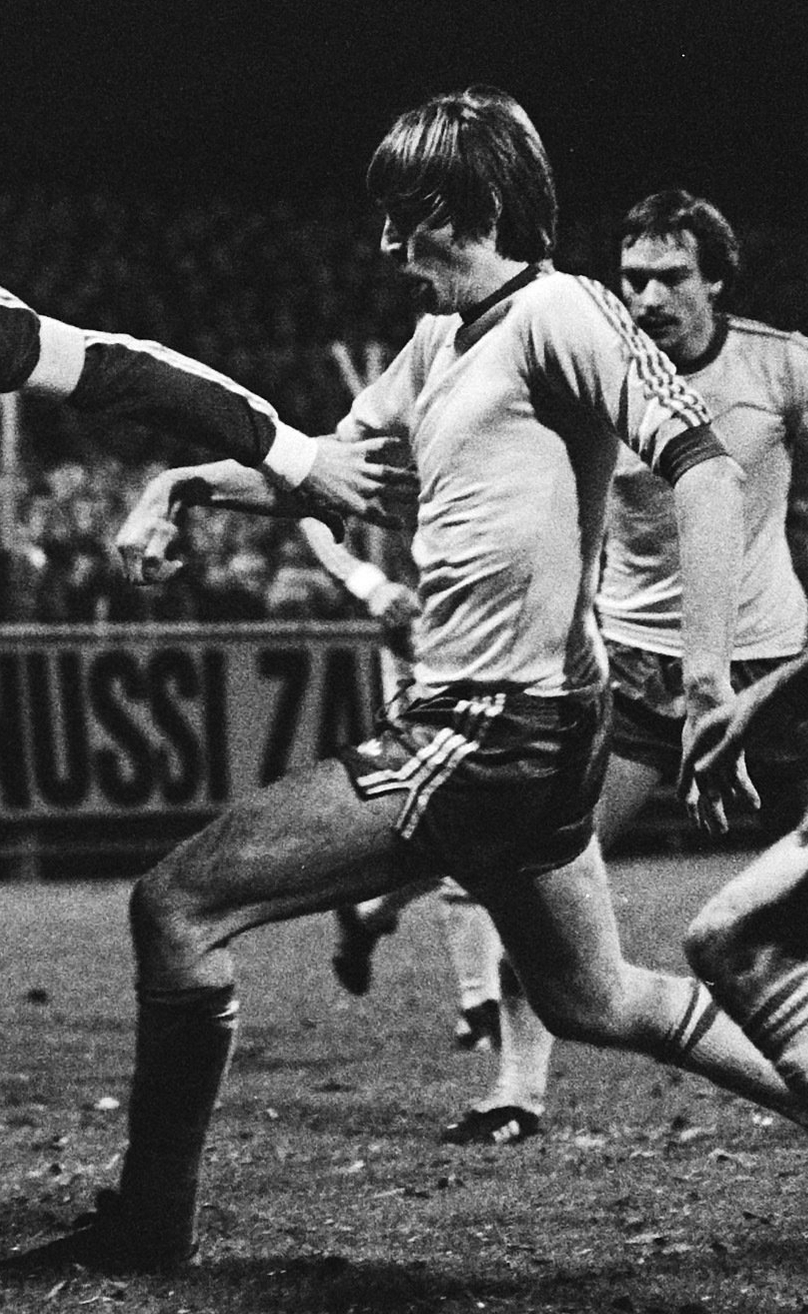
Nielsen i närkamp 1979

Nilsen värvades till försvarande ligamästarna PSV Eindhoven där han strålade samman med två andra danska landslagsspelare; Frank Arnesen och Jan Heintze. PSV vann tre ligatitlar i rad från 1987 till 1989 men också tre cuptitlar i rad 1988–1990. Klubbens och Nielsens största triumf kom dock när man vann Europacupen 1988 (och trippeln med serie- och cupseger fullbordades) när Benfica besegrades på straffar i finalen. Nielsen representerade sedan Danmark i 1988 års EM-turnering som blev en besvikelse för det danska laget trots att Nielsen var en av de få av de äldre "dynamitgubbarna" från -86 som höll sin standard. Nielsen gjorde sin sista landskamp i november 1989.
Efter fyra säsonger i PSV vände Nielsen 1990 hem till Danmark för att avsluta sin karriär. Efter en säsong i tidigare klubben Fremad Amager flyttade han till B 1903 säsongen 1991, och när klubben gick samman för att bilda FC Köpenhamn året efter fortsatte Nielsen att spela för den nya klubben. Han var där en del av Köpenhamnslaget som 1993 vann danska Superliga. Därpå flyttade Nielsen till Næstved IF där han avslutade sin karriär. Han blev sedan tränare för Næstved och senare också Dragør BK innan han startade en egen vvs-firma i Köpenhamn.

## Spelstil
193 cm lång och med en stor uthållighet var Nielsen en hård markeringsspelare. I  VM 1986 fick han uppmärksamhet när han framgångsrikt neutraliserade den uruguayanska storstjärnan Enzo Francescoli - trots en orsakad straff - i Danmarks storseger med 6-1.

## Meriter

### I klubblag
Feyenoord
- KNVB Cup (2): 1979/80, 1983/84
- Eredivisie (1): 1983/84

 PSV Eindhoven
- KNVB Cup (3): 1987/88, 1988/89 och 1989/90
- Eredivisie (3): 1986/87, 1987/88 och 1988/89
- Europacupen (1): 1987/88

 FC Köpenhamn
- Danska superligan (1): 1992/93

### I landslag
Danmark
- Spel i EM 1984 (semifinal), VM 1986 (åttondelsfinal), EM 1988 (gruppspel)
- 51 landskamper, 0 mål

### Webbkällor
- Danska landslaget profil
- (danska) FC Köpenhamn profil
- (danska) ShowStars profil
- (danska) Företagets profil
- (nederländska) Feyenoord-online-profil